# Woo Mi-hwa
Woo Mi-hwa (en hangul, 우미화; 2 de febrero de 1974) es una actriz surcoreana. Comenzó su carrera como actriz de teatro y luego pasó a papeles secundarios en televisión y cine. Debutó como actriz de teatro en 1998 con el papel de Petra en la adaptación coreana de la obra An Enemy of the People.
Woo ha actuado en más de sesenta producciones teatrales. Ha aparecido en aclamadas reposiciones de Three Sisters y Dear Elena. Ha recibido prestigiosos premios de actuación teatral, incluido el Premio a la actuación femenina del Festival de Teatro de Seúl 2011y mejor actriz de los Premios de Actuación de Corea 2011 por Blowing Songs Flowers in the Rain, mejor actriz de los Premios de Drama Coreano 2013 por Tres Hermanas, y el Premio SACA a la mejor actriz 2017 por su interpretación de Elena en Dear Elena, de Lyudmila Razumovskaya.
Ha aparecido en papeles secundarios en varias películas y series televisivas. Su primer papel secundario notable en televisión fue en la serie dramática Life (2018). Ese mismo año, otros trabajos de Woo fueron Sky Castle (2018), Doctor Prisoner (2018) y Black Dog: Being A Teacher (2018). Antes de comenzar a actuar en la cuarta temporada del drama criminal Voice (2020), firmó con su agencia actual, D-plan Entertainment.
Su papel más conocido en series de televisión es el de Lee Myung-shin, la madrastra de Hye-jin, en Hometown Cha-Cha-Cha (2021).También interpretó importantes papeles secundarios en Bloody Heart y Link: Eat, Love, Kill. Es conocida asimismo por su papel de Dok Go-soon, jefa del escuadrón de bomberos en el drama The Police Station Next to the Fire Station.

## Primeros años y educación
Woo nació el 2 de febrero de 1974 en una familia de mineros en Hambaek, un pueblo cerca de Yeongwol, provincia de Gangwon. Pasó sus primeros años en su ciudad natal hasta que su padre, ante el declive de la industria minera, tuvo que trasladarse a Seúl en busca de empleo. Después de su padre, la hermana mayor de Woo también se mudó a Seúl y, finalmente, la propia Woo se transfirió a la escuela secundaria Boseong Girls en Namsan, Seúl. Durante este tiempo, se quedó con su hermana mientras esperaba que su madre completara sus asuntos en su ciudad natal antes de reunirse con ellos en la ciudad.
Después de terminar la escuela secundaria, Woo se matriculó en el Departamento de Literatura Alemana de la Universidad de Mujeres Sookmyung . El departamento tenía la tradición de presentar anualmente obras de teatro traducidas al alemán. Durante unas vacaciones de verano, Woo participó en una clase de producción y lectura de obras de teatro, donde inesperadamente fue elegida como actriz. A pesar de su timidez inicial y los desafíos de adaptarse a la vida de la ciudad como una niña rural, desarrolló un gran interés por la actuación y decidió seguir adelante. Después de obtener su licenciatura en literatura alemana, Woo se matriculó en el departamento de Teatro y Cine de la Universidad Dongguk para continuar sus estudios de actuación.

## Carrera

### 1998-2000: debut en teatro
Después de pasar con éxito la audición y convertirse en aprendiz de la Compañía de Teatro de Seúl, Woo hizo su debut como actriz en 1998 a la edad de 24 años. Su primer papel fue el de Petra en la adaptación coreana de la obra de Henrik Ibsen Un enemigo del pueblo.Dirigida por Kim Seok-man, fue una producción muy esperada que contó con los aclamados actores Lee Ho-jae como el doctor Thomas Stokeman y Yoon Joo-sang como su hermano mayor, el alcalde Peter Stokeman. Ambos actores habían ganado previamente el prestigioso Premio de Teatro Lee Hae-rang. Este proyecto marcó su primera colaboración en 20 años desde su último trabajo juntos en Como gustéis de Shakespeare. Para una joven actriz novata como Woo, la oportunidad de ser parte de una producción tan importante fue inesperada y le dejó recuerdos inolvidables.
Woo también participó en otro proyecto con la Compañía de Teatro de Seúl, el MBC Family Musical Lulu and the Twelve Fairies – A Beautiful Winter Story (1999). En este musical, que fue televisado por la cadena MBC, Woo interpretó el doble papel de un conejo y del Hada de Agosto.

### 2001-2014: compañía de teatro Yeonwoo y compañía de teatro Iru
De 2001 a 2004, Woo Mi-hwa fue miembro de la compañía de teatro Yeonwoo. Durante ese tiempo participó en más de diez de sus producciones, que incluyeron sus famosas obras Lee (2001), Korean Wooturi (2002) y That Guy Looks Like a Radish (2003).
En 2004 Son Ki-ho, ya exmiembro de la compañía de teatro Yeonwoo, organizó la compañía de teatro Iru (극단 이루), de la que fue cofundadora junto a la también actriz Yeom Hye-ran. A través de su colaboración con Son Ki-ho, Woo ganó reconocimiento como actriz en Daehangno. Uno de sus proyectos conjuntos notables fue la obra Blowing Songs Flowers in the Rain, que se estrenó en 2010 y tuvo después una larga trayectoria en escena debido a su popularidad. La obra recibió elogios de la crítica y premios prestigiosos, pues ganó el concurso de teatro Jeon Mun-yeon 2010 y los premios Myeongdong Arts Theatre Creative Factory 2010. En el Festival de Teatro de Seúl de 2011 logró asimismo un gran éxito al ser distinguida con cuatro premios: el Gran Premio, los premios al mejor actor y la mejor actriz y el premio a la popularidad. La propia Woo fue honrada con el premio a la mejor actriz en los premios de Teatro Coreano de 2011 por su destacada actuación en la obra. Además, su coprotagonista fue galardonado como el mejor actor en los premios de Teatro Dong-A 2011.
De 2008 a 2010 Woo apareció en las obras The People Who Lived in Gampo, Deok-yi y Yeol-soo.En 2009, mientras retomaba sus papeles en las obras anteriores, también asumió un proyecto adicional: una presentación previa de la adaptación coreana de la obra We Love Too Much To Meet Everyday, basada a su vez en la obra francesa On s'aimait trop pour se voir tous les jours, escrita por el dramaturgo Guy Alloucherie.En 2010 participó en las producciones de la VI Women's Director's Fair, específicamente en Mujeres luchadoras y ¿Quién más dijo que seríamos como nosotras?.
En 2013, Woo tuvo la oportunidad de mostrar su talento junto a Kim Ji-won y Jang Ji-a en la adaptación coreana de la obra de Anton Chekhov Las tres hermanas. Interpretó el papel de Olga en esta producción, que fue dirigida por Moon Sam-hwa y presentada en el Free Small Theatre del Centro de Artes de Seúl.Este trabajo le valió el prestigioso premio a la mejor actriz en los Premios de Teatro Coreano de 2013.

### 2015-presente: debut televisivo
Woo se aventuró a entrar en televisión sin ningún motivo especial. Como tantos otros actores de teatro que hacen películas y series, tuvo la oportunidad de interpretar papeles menores. El primero fue el de una modista en la serie Heard It Through the Grapevine (2015). Al año siguiente regresó al teatro para el bis de la obra de teatro de Kim Kwang-rim de 1996 Come see me (2016). La producción del Teatro Nacional se basa libremente en la historia real de los primeros asesinatos en serie confirmados en Corea, que tuvieron lugar entre 1986 y 1991 en Hwaseong, provincia de Gyeonggi; Woo interpretó el personaje de Park Gi-ja.En 2017 interpretó el papel principal de Elena en Dear Elena, la adaptación coreana de Oh In-ha de Dorogaya Yelena Sergeyevna, una obra homónima de Lyudmila Razumovskaya. Con este trabajo ganó el premio SACA a la mejor actriz de 2017.
| «Si seguís haciendo buenos proyectos con buenos actores, ¿no sería posible contribuir un poco a hacer del mundo un lugar mejor de lo que es ahora? Más allá de simplemente mirar la dolorosa historia, espero que podamos pensar y sentir juntos qué hacer en el futuro. Quiero encontrarlo con la audiencia». (Actriz Woo Mi-hwa) —Woo on Warriors of Sunshine (2018) |

Ese mismo año Woo se unió a la actuación en memoria del difunto Kim Dong-hyun, la obra ¿Estás bien?, que se realizó en el Doosan Art Center Space 111. Woo actuó con Seong Yeo-jin y Jeon Park-chan. Kim Dong-hyun había sido el fundador del grupo de teatro Elephant Manbo. A pesar de su ausencia, sus compañeros celebraron el décimo aniversario de la compañía, en la que Woo también había estado activa pese a ser miembro de la compañía Iru.
En 2018 Woo participó en la obra de teatro Warrior of Sunshine, así como en algunas series de televisión, con papeles menores.El más notable fue el de la madre de Do-hoon en el exitoso drama de JTBC Sky Castle, una madre que recurre a un expediente para ayudar en la educación de su hijo. Ese mismo año, Woo finalmente consiguió su primer papel secundario en una serie de televisión, como la ginecóloga Kim Jung-hee en el drama Life: «fue la primera vez que se creó un nombre y pude hablar sobre los pensamientos y valores del nombre. Estaba muy agradecida», dijo Woo, expresando su afecto por el personaje.
En 2019 Woo y Seo Yi-sook fueron elegidas ambas como Nora, mientras Son Jong-hak y Park Ho-san lo fueron como Torwald, en la adaptación coreana de la obra La casa de muñecas parte 2, del dramaturgo estadounidense Lucas Hnath. La obra original se estrenó en 2017 y fue escrita como la «continuación» de la obra maestra de Henrik Ibsen La casa de muñecas, estrenada en diciembre de 1879. En esta, la protagonista Nora Helmer, madre de tres hijos y esposa de Torvald, vive el ideal de la esposa del siglo XIX, pero al final abandona a su familia. En La casa de muñecas parte 2, ambientada en 1894, Nora Helmer, que ya se había convertido en una escritora de éxito, regresa después de quince años para solicitar el divorcio.
Woo hizo su debut cinematográfico en 2020 como el personaje principal en el melodrama Ivy de Han Jae-yi. Sigue la vida de Eun-soo y Ye-won, una pareja de lesbianas que de repente tiene que cuidar a la sobrina de Eun-soo, Su-min, quien perdió a su madre en un accidente.También ese año apareció como la Dra. Livingstone, la psiquiatra, en la adaptación del Centro de Arte de Seúl de la obra Agnes of God de John Pielmeier.
En marzo de 2021 le ofrecieron el papel de Anita en la obra de MPN Company Vincent River, adaptación de la obra de Philip Ridley dirigida por Shin Yoo-cheong. Anita es una madre que perdió a su hijo gay Vincent en un caso de agresión y asesinato homofóbico. La historia se centra en la conversación entre Anita y Davy, quien ronda a Anita. Esta obra analiza cuestiones de homofobia, crímenes causados por ese odio y opiniones discriminatorias. La obra fue la segunda colaboración entre MPN Company y Ateod, cuyo objetivo era revitalizar el mercado de espectáculos de Daehangno y crear un entorno de producción estable. Se realizó por primera vez en Corea en abril de 2021.Woo retomó su papel de Anita en 2022.
En 2021 protagonizó junto a Song Kang-ho la película Emergency Declaration, de Han Jae-rim; dos años después volvería al cine con un breve papel, el de la esposa del ministro de Defensa, en 12.12: The Day.También en 2023 apareció en el reparto de dos series, A Bloody Lucky Day y Una dosis diaria de sol. En diciembre de ese año firmó un contrato de representación exclusiva con la agencia ElJuly Entertainment.

## Vida personal
Woo Mi-wha es apodada cariñosamente "Woo-bosal", un acrónimo de su apellido y un término corto para un bodhisattva justo, por sus amigos del teatro, debido a su comportamiento tranquilo y su voluntad de escuchar si sus actores jóvenes necesitan consejo.
Conoció a su marido Yoon Jeong-hwan, también actor, director de teatro y productor, cuando ambos eran estudiantes en el Departamento de Teatro y Cine de la Universidad Dongguk. Salieron durante más de diez años y finalmente se casaron en 2006.

## Filmografía

### Cine
| Año  | Título                        | Hangul         | Papel                          | Ref.          |
| ---- | ----------------------------- | -------------- | ------------------------------ | ------------- |
| 2018 | Seven Years of Night          | 7년의 밤       | Hyun Soo-mo                    | [ 1 ]         |
| 2019 | The Culprit                   | 진범           | Da-yeon unni                   | [ 35 ]        |
| 2020 | Take Me Home (Ivy)            | 담쟁           | Jung Eun Soo                   | [ 36 ] [ 27 ] |
| 2020 | Honest Candidate              | 정직한 후보    | Madre de Seul-gi               | [ 37 ]        |
| 2022 | Emergency Declaration         | 비상선언       | Hye-yoon                       | [ 32 ]        |
| 2023 | 12.12: The Day                | 서울의 봄      | Esposa del ministro de Defensa | [ 33 ]        |
| 2024 | El día que florece el algodón | 목화솜 피는 날 | Kim Soo-hyun                   | [ 38 ] [ 39 ] |

### Series de televisión
| Año     | Título                                      | Papel                                 | Notas                                  | Ref.          |
| ------- | ------------------------------------------- | ------------------------------------- | -------------------------------------- | ------------- |
| 2015    | Heard It Through the Grapevine              | Costurera                             | Papel pequeño (ep. 9)                  | [ 40 ]        |
| 2018    | Sky Castle                                  | Madre de Do-hoon                      | Papel pequeño                          | [ 25 ]        |
| 2018    | Tempted                                     | Señora                                | Papel pequeño                          | [ 22 ]        |
| 2018    | Too Bright for Romance                      | Señora                                | KBS Drama Special, papel pequeño       |               |
| 2018    | Mr. Sunshine                                | Séquito de Lady Cho                   | Papel pequeño                          | [ 41 ]        |
| 2018    | Life                                        | Kim Jung-hee (ginecóloga)             | Reparto                                | [ 24 ]        |
| 2018    | Children of a Lesser God                    | Señora                                | Reparto                                | [ 40 ]        |
| 2019    | Doctor Prisoner                             | Kim Young-seon                        | Reparto                                | [ 25 ]        |
| 2019    | Goo Hae-ryung, la historiadora novata       | Profesora de Goo Hae-ryung            | Reparto                                |               |
| 2019-20 | Black Dog: Being A Teacher                  | Han Jae-hee, profesora de matemáticas | Reparto                                | [ 42 ]        |
| 2020    | My Unfamiliar Family                        | Madre de Yoon Seo-young               | Cameo (ep. 3)                          |               |
| 2021    | Voice                                       | Jang Ye-suk                           | Cameo (temporada 4, ep. 2-3)           | [ 43 ]        |
| 2021    | The Uncanny Counter                         | Inspectora Yung                       | Cameo (temporada 1, ep. 9)             |               |
| 2021    | El amor es como el chachachá                | Lee Myung-shin                        | Reparto                                | [ 44 ]        |
| 2022    | The King of Pigs                            | Madre de Kim Cheol                    | Serie web (TVING), reparto, ep. 8 y 10 |               |
| 2022    | Bloody Heart                                | Reina In-young                        | Reparto                                | [ 45 ]        |
| 2022    | El sonido de la magia                       | Madre de Seo Ha-yeon                  | Serie web (Netflix), reparto           |               |
| 2022    | Link: Eat, Love, Kill                       | Jang Mi-sun                           | Reparto                                | [ 46 ]        |
| 2022-23 | The Police Station Next to the Fire Station | Dok Go-soon                           | Reparto, temporadas 1-2                | [ 12 ]        |
| 2023    | A Bloody Lucky Day                          | Jang Mi-rim, exmujer de Oh-taek       |                                        | [ 33 ]        |
| 2023    | Una dosis diaria de sol                     | Madre de Deul-re                      | Serie web (Netflix), reparto           | [ 34 ] [ 47 ] |
| 2024    | Jeong-nyeon: The Star Is Born               | Jeong Nam-hee                         | Reparto                                | [ 48 ]        |
| 2025    | Motel California                            | Hwang Jeong-gu                        | Reparto                                | [ 49 ] [ 50 ] |
| 2025    | Submundo                                    | Madame Jang                           | Serie web (Disney+)                    | [ 51 ]        |

### Programas de televisión
| Año  | Título                              | Hangul              | Papel               | Notas                          | Ref.   |
| ---- | ----------------------------------- | ------------------- | ------------------- | ------------------------------ | ------ |
| 2022 | Hot Singers                         | 뜨거운 씽어즈       | Miembro del reparto | Programa de variedades de JTBC | [ 52 ] |
| 2022 | 58.os Premios de las Artes Baeksang | 제58회 백상예술대상 | Coro                | Emitido por JTBC               |        |

## Escenarios

### Musicales
| Año     | Título                                                                            | Hangul                                                 | Papel                  | Teatro                                                    | Fecha                                          | Ref.   |
| ------- | --------------------------------------------------------------------------------- | ------------------------------------------------------ | ---------------------- | --------------------------------------------------------- | ---------------------------------------------- | ------ |
| 1999-00 | Musical familiar de MBC - Lulu y las doce hadas: una hermosa historia de invierno | MBC 가족뮤지컬 루루와 열두 요정 - 아름다운 겨울 이야기 | Conejo, Hada de Agosto | Pequeño teatro del Centro Sejong para las Artes Escénicas | 24 de diciembre de 1999 al 30 de enero de 2000 | [ 15 ] |

### Teatro
| Año     | Título                                                                                                  | Hangul                                                               | Papel                            | Teatro                                                                 | Fecha         | Ref.    |
| ------- | --- | -------------------------------------------------------------------- | -------------------------------- | ---------------------------------------------------------------------- | ------------- | ------- |
| 1998    | An Enemy of the People                                                                                  | 민중의 적                                                            | Petra                            | Sejong Center for Performing Arts                                      | 20 mar-6 abr  | [ 53 ]  |
| 2000    | (1st) Two-Person Theater Festival                                                                       | (제1회) 2인극 페스티벌                                               | Jeon clan, mujer, Sadangpa 2     | Dongsung Art Center                                                    | 5 ago-24 sep  | [ 54 ]  |
| 2001    | Navillera in Cheongsan - A new aspect of our theater where Hanbok and Sijo Chang are harmonized         | 청산에 나빌레라 - 한복과 시조창이 어우러지는 우리 연극의 새로운 모습 | Chorus, Jin-mo, Gisaeng 3        | Arts and Culture Center small theater                                  | 15-25 sep     | [ 55 ]  |
| 2001    | Lee | 이                                                                   | Woo-in, música, dama de la corte | Yeonwoo Theater                                                        | 8 nov-9 dic   | [ 56 ]  |
| 2001    | Welcome to Baebijang House                                                                              | Welcome to 배비장하우스                                              | Esposa, Ae-Ryeon et al.          | Batangol Small Theater Yeonwoo Theater                                 | 27 mar-22 abr | [ 57 ]  |
| 2001    | (2001) Seoul Children's and Youth Performing Arts Festival—Light of Love                                | (2001) 서울 아동청소년 공연예술축제—사랑의 빛                        |                                  | Yeonwoo Theater                                                        | 11 jul-26 ago | [ 58 ]  |
| 2001    | (2001) SPAF Seoul Performing Arts Festival: Lee                                                         | (2001) SPAF 서울공연예술제: 이                                       | Woo-in, música, dama de la corte | Arts and Culture Center grand theater                                  | 13-18 oct     | [ 59 ]  |
| 2002    | Korean Wooturi                                                                                          | 우리나라 우투리                                                      | niña pulgaksiori, chamana        | Seoul Arts Center Jayu Small Theater                                   | 23 ago-1 sep  | [ 60 ]  |
| 2003    | That Guy Looks Like a Radish                                                                            | 저 사람 무우당 같다                                                  |                                  | Cultural Arts Promotion Agency Arts Theater Hakjeon Blue Small Theater | 4-20 abr      | [ 61 ]  |
| 2003    | That Guy Looks Like a Radish - Encore performance                                                       | 저 사람 무우당 같다 - 앵콜공연                                       |                                  | Yeonwoo Theater                                                        | 25 abr-25 may | [ 62 ]  |
| 2005    | Living as a Cool Couple                                                                                 | 부부 쿨하게 살기                                                     | Kang Yoo-jeong                   | The Byeoloreum Theater of the National Theater of Korea                | 10 mar-9 abr  | [ 63 ]  |
| 2006    | When a Man Loves a Woman                                                                                | 남자가 여자를 사랑할때                                               | Nam-soo                          | Arko Arts Theater Small Theater                                        | 16 jun-2 jul  | [ 64 ]  |
| 2006    | Three Penny Opera                                                                                       | 서푼짜리 오페라                                                      | Jenny                            | Seoul Arts Center Towol Theater                                        | 16 nov-3 dic  | [ 65 ]  |
| 2007    | Memories of a Summer Day                                                                                | 여름날의 기억 (중국)                                                 | Chiuzi                           | Arko Arts Theater Small Theater                                        | 4-8 abr       | [ 66 ]  |
| 2007    | I'm not Talking about Love                                                                              | 연애얘기아님                                                         | Seon-hee                         | Daehangno Guerilla Theater                                             | 13 jun-1 jul  |         |
| 2008    | I'm not Talking about Love                                                                              | 연애얘기아님                                                         | Seon-hee                         | Daehangno Small Theater Festival                                       | 14 feb-13 abr | [ 67 ]  |
| 2008    | The person who lives in Gampo, Deok-i, and Yeol-su                                                      | 감포 사는 분이, 덕이열수                                             | Boon                             | Daehangno Seondol Theater                                              | 17 oct-16 nov |         |
| 2009    | The person who lives in Gampo, Deok-i, and Yeol-su                                                      | 감포 사는 분이, 덕이열수                                             | Boon                             | Daehangno Seondol Theater                                              | 13 abr-17 may | [ 68 ]  |
| 2009    | We Loved Too Much to Meet Everyday                                                                      | 매일 만나기에는 우리는 너무나 사랑했었다                             |                                  | The cultural space of Daehangno, Seoul                                 | 27-30 ago     | [ 69 ]  |
| 2009-10 | Ask The Blind Father for Direction                                                                      | 눈먼아비에게 길을 묻다                                               | Tía                              | Daehangno Seondol Theater                                              | 25 sep-24 ene | [ 70 ]  |
| 2010    | Jjilji is a new wave                                                                                    | 찌질이 신파극                                                        | Geum-suk                         | Yeonwoo Small Theater                                                  | 17 mar-3 abr  | [ 71 ]  |
| 2010    | The person who lives in Gampo, Deok-i, and Yeol-su - Official entry for the 2010 Seoul Theater Festival | 감포 사는 분이, 덕이열수 - 2010 서울연극제 공식 참가작               | Boon                             | Arko Arts Theater Small Theater                                        | 13-16 may     | [ 72 ]  |
| 2010    | Fighting Woman                                                                                          | 싸우는 여자                                                          | Mujer                            | Small Pine Theatre Daehakro                                            | 29 jun-7 jul  | [ 73 ]  |
| 2011    | The 32nd Seoul Theater Festival: If There's a Peach Blossom, Pine Flowers Will Fly                      | (제32회) 서울연극제: 복사꽃 지면 송화 날리고                         | Madre                            | Arko Arts Theater Small Theater                                        | 6-8 may       | [ 74 ]  |
| 2011-12 | Good News in Our Neighborhood                                                                           | 우리동네 굿뉴스                                                      |                                  | Daehakro Seondol Theater                                               | 13 dic-15 ene | [ 75 ]  |
| 2012    | If There's a Peach Blossom, Pine Flowers Will Fly                                                       | 복사꽃 지면 송화 날리고                                              | Madre                            | Daehakro Art Theater Grand Theater                                     | 7-15 abr      | [ 76 ]  |
| 2012    | I miss your parents' faces                                                                              | 니 부모 얼굴이 보고 싶다                                             | Yoo Da-hyun as Mo                | Sejong Center for the Performing Arts M Theater                        | 24 jun-29 jul | [ 77 ]  |
| 2012    | If There's a Peach Blossom, Pine Flowers Will Fly                                                       | 복사꽃 지면 송화 날리고                                              | Madre                            | Daegu Suseong Artpia Paper Hall                                        | 10-12 ago     | [ 78 ]  |
| 2012    | Samguk Yusa Project - Extinction                                                                        | 배우 멸                                                              | Juk-bang Lady                    | National Theater Company Baek Baek Hee Jang Minho Theater              | 3-18 nov      | [ 79 ]  |
| 2013    | Back in time with Park Wan-seo                                                                          | 박완서와 함께 세월을 거슬러                                          |                                  | Daehangno Seondol Theater                                              | 7 ene-5 abr   | [ 80 ]  |
| 2013    | Joke Namsan Arts Center 2013 season self-produced program                                               | 농담 농담남산예술센터 2013 시즌 자체제작 프로그램                    | Carmen                           | Namsan Art Center Drama Center                                         | 9-28 abr      | [ 81 ]  |
| 2013    | The Grave of Horses                                                                                     | 말들의 무덤                                                          |                                  | Daehakro Arts Theater Grand Theater                                    | 6-15 sep      | [ 82 ]  |
| 2013    | Three Sisters                                                                                           | 세 자매                                                              | Olga                             | Seoul Arts Center Jayu Small Theater                                   | 8 nov-1 dic   | [ 83 ]  |
| 2014    | Pep Pep Pep                                                                                             | 뺑뺑뺑                                                               |                                  | Daehangno Seondol Theater                                              | 19 jun-6 jul  | [ 84 ]  |
| 2014    | Golden Pond                                                                                             | 황금연못                                                             | Chelsea                          | Yes 24 Stage 1                                                         | 19 sep-23 nov | [ 85 ]  |
| 2014    | Golden Pond                                                                                             | 황금연못                                                             | Chelsea                          | Jeju Art Center                                                        | 27-28 dic     |         |
| 2015    | Golden Pond                                                                                             | 황금연못                                                             | Chelsea                          | Daegu Culture and Arts Center Palgong Hall (Grand Theater)             | 17-18 ene     |         |
| 2015    | Golden Pond                                                                                             | 황금연못                                                             | Chelsea                          | Ulsan Culture and Arts Center Grand Hall                               | 7-8 feb       |         |
| 2015    | Ask for Love                                                                                            | 사랑을 묻다                                                          |                                  | Daehangno Seondol Theater                                              | 17 abr-24 may | [ 86 ]  |
| 2015    | Person Who Remembers                                                                                    | 생각나는 사람                                                        |                                  | Daehakro Guerilla Theater                                              | 2-16 sep      |         |
| 2015    | Stop Abruptly                                                                                           | 돌연히 멈춤                                                          |                                  | Noeul Small Theater                                                    | 1-18 oct      | [ 87 ]  |
| 2015-16 | Hanako                                                                                                  | 하나코                                                               | Seo In-kyung                     | Arko Arts Theater Small Theater                                        | 24 dic-10 ene | [ 88 ]  |
| 2016    | Come See Me                                                                                             | 배우 날 보러와요                                                     | Park Gi-ja                       | Myeongdong Arts Theater                                                | 22 ene-21 feb | [ 20 ]  |
| 2016    | Sampoong Department Store                                                                               | 삼풍백화점                                                           |                                  | Theater Lab 1, Hyehwa-dong                                             | 24 feb-6 mar  | [ 89 ]  |
| 2016    | Three Sisters Born to My Mother                                                                         | 엄마가 낳은 숙이 세 자매                                             | Jeong-suk                        | Daehakro Beautiful Theater                                             | 20 may-12 jun | [ 90 ]  |
| 2016    | Warrior of Sunshine                                                                                     | 썬샤인의 전사들                                                      | Song Si-chun                     | Doosan Art Center Space111                                             | 27 sep-22 oct | [ 23 ]  |
| 2016    | Yanbian Mom                                                                                             | 연변엄마                                                             | Bok Gil-soon                     | Theater Lab 1, Hyehwa-dong                                             | 15-31 dic     | [ 91 ]  |
| 2017    | Hanako                                                                                                  | 하나코                                                               | Seo In-kyung                     | Daehakro Space Owl                                                     | 7-19 feb      | [ 92 ]  |
| 2017    | If There's a Peach Blossom, Pine Flowers Will Fly                                                       | 복사꽃 지면 송화 날리고                                              | Madre                            | Daehakro Art Theater Small Theater                                     | 27 may-4 jun  | [ 93 ]  |
| 2017    | Dear Yelena Sergeyevna                                                                                  | 존경하는 엘레나 선생님                                               | Yelena Sergeyevna                | Art One Theater 3                                                      | 8 sep-15 oct  | [ 21 ]  |
| 2017    | Writer's Room Reading Theater: Chinese Wardrobe                                                         | 2017 작가의 방 낭독극장:중국식옷장                                   | Mujer                            | Small Theater Versions of the National Theater Company                 | 11-19 dic     | [ 94 ]  |
| 2018    | Doosan Humanities Theater 2018 Altruism - Nassim                                                        | 두산인문극장 2018 이타주의자 - 낫심                                  |                                  | Doosan Art Center Space111                                             | 10-29 abr     | [ 95 ]  |
| 2018    | Doosan Humanities Theater 2018 Altruism - Blood and Seed                                                | 두산인문극장 2018 이타주의자 - 피와 씨앗                             | Sophia                           | Doosan Art Center Space111                                             | 8 may-2 jun   | [ 96 ]  |
| 2018    | Foreigner                                                                                               | 외국인들                                                             | Mujer                            | Salmiro Warehouse Theater                                              | 5-14 oct      | [ 97 ]  |
| 2018-19 | His and Her Thursday                                                                                    | 그와 그녀의 목요일                                                   | Yeong-ok                         | Yegreen Theater                                                        | 15 dic-10 feb | [ 98 ]  |
| 2019    | A Doll's House, Part 2                                                                                  | 인형의 집, Part 2                                                    | Nora                             | LG Art Center                                                          | 10-28 abr     | [ 26 ]  |
| 2019    | The Boy in The Last Row                                                                                 | 맨 끝줄 소년                                                         | Juana                            | Seoul Arts Center Jayu Small Theater                                   | 24 oct-1 dic  | [ 99 ]  |
| 2020    | Dear Yelena Sergeyevna                                                                                  | 존경하는 엘레나 선생님                                               | Yelena Sergeyevna                | Hongik University Daehakro Arts Theater Small Theater                  | 16 jun-6 sep  | [ 100 ] |
| 2021    | Nuran Nuran                                                                                             | 누란누란                                                             | Professor Sun                    | Arko Arts Theater Small Theater                                        | 22-31 ene     | [ 101 ] |
| 2021    | Vincent River                                                                                           | 빈센트 리버                                                          | Anita                            | Chungmu Art Center Medium Theater Black                                | 27 abr-11 jul | [ 30 ]  |
| 2021    | Dressing Room                                                                                           | 분장실                                                               | A                                | Daehakro Jayu Theater                                                  | 7 ago-12 sep  | [ 102 ] |
| 2022    | The Horror Begin                                                                                        | 공포가 시작된다                                                      | Kitahara Mutsumi                 | Daehakro Arts Theater Small Theater                                    | 13-22 may     | [ 103 ] |
| 2022    | Vincent River                                                                                           | 빈센트 리버                                                          | Anita                            | Daehakro Dream Art Center Building 4                                   | 19 jul-2 oct  | [ 104 ] |

## Discografía
| Año  | Título                         | Álbum              | Notas                                                                    | Ref.    |
| ---- | ------------------------------ | ------------------ | ------------------------------------------------------------------------ | ------- |
| 2022 | «Super Star» (con Seo Yi-sook) | Hot Singers Part 2 | Las canciones se interpretaron en el programa de variedades Hot Singers. | [ 105 ] |

## Premios
| Año  | Premios                                            | Categoría                                                | Papel                                       | Resultado | Ref.          |
| ---- | -------------------------------------------------- | -------------------------------------------------------- | ------------------------------------------- | --------- | ------------- |
| 2011 | Premio de actuación del Festival de Teatro de Seúl | Mejor actriz                                             | Blowing Song Flowers in the Rain            | Ganadora  | [ 1 ] [ 106 ] |
| 2011 | 4.os Premios de Teatro de Corea                    | Mejor actriz                                             | Blowing Song Flowers in the Rain            | Ganadora  | [ 106 ]       |
| 2013 | 6.os Premios de Teatro de Corea                    | Mejor actriz                                             | Tres hermanas                               | Ganadora  | [ 1 ] [ 106 ] |
| 2017 | Premios Stage Talk Audience's Choice Awards (SACA) | Mejor actriz de teatro                                   | Querida Yelena                              | Ganadora  | [ 7 ]         |
| 2023 | SBS Drama                                          | Premio a la excelencia, actriz en una serie de temporada | The Police Station Next to the Fire Station | Nominada  | [ 107 ]       |